# Oziaty (gmina)
Oziaty – dawna gmina wiejska istniejąca do 1939 roku w woj. poleskim (obecnie na Białorusi). Siedzibą władz gminy były Oziaty.
W okresie międzywojennym gmina Oziaty należała do powiatu kobryńskiego w woj. poleskim. 18 kwietnia 1928 roku do gminy przyłączono części zniesionej gminy Rohoźna.
Po wojnie obszar gminy Oziaty wszedł w struktury administracyjne Związku Radzieckiego.